# Dom kultury
«Dom kultury» (Дім культури) — студійний альбом білоруського гурту «N.R.M.», записаний 2002 року. Окрім пісень на альбомі вміщено невелику гумористичну п'єсу, розбиту на уривки між піснями.

## Композиції
1. «Biełaruskija darohi»
2. «O-o, heta ŭsio»
3. «Vajna»
4. «Sakret suśvietnaha śviatła»
5. «Prastora»
6. «Lohkija-lohkija»
7. «Chavajsia ŭ bulbu!»
8. «Jura, jołki-pałki, Kola»
9. «FM»
10. «Try čarapachi — 2»
11. «Majo pakaleńnie»
12. «Fabryka»

* П'єса.

## Склад
- Лявон Вольскі: спів, гітара, губна гармоніка
- Піт Павлов: гітара, вокал
- Юрась Левков: бас-гітара
- Олег Демидович: барабани

Гість: Аляксандар Памідорав, спів (трек 10).

## П'єса «Дім культури»

### Дійові особи
- Феліція Францівна — директор дому культури, жінка середнього віку, розмовляє трасянкою
- Іван Адольфович — п'яний електрик, розмовляє трасянкою
- керівник драматичного гуртка і музичної секції — молода жінка, розмовляє досконалою білоруською мовою
- N.R.M.
- Хасяпякін — інспектор ДАІ
- Аліса Федорівна — бухгалтер ДК, розмовляє трасянкою
- виконком — чоловік, розмовляє російською мовою

### Сюжет
«N.R.M.» їдуть в певний населений пункт Ёцывічі (вигаданий) дати концерт у місцевому домі культури. Тим часом директор дому культури думає над тим, як спекатися музикантів, про яких навіть не чула. Вона остерігається музикантів, бо вони співають білоруською мовою, а також боїться, що місцева молодь розтрощить дім культури. Послухавши музику гурту, директор рішуче налаштована не допустити виступу музикантів. Втім, дізнавшись суму грошей, запропоновану за оренду приміщення, вона змінює думку. Під час спілкування з музикантами директор попереджає, що від гучної музики люди втрачають слух, дорікає їм у вживанні алкоголю та курінні (музиканти пили пиво в ДК). Згодом вона намагається зірвати виступ безпосередньо під час його проведення, проте відмовляється від цього, остерігаючись натовпу слухачів. Після концерту директор визнає, що музика гурту не така вже й погана, проте вона боїться втратити роботу через дозвіл на проведення концерту.